# Filoktítis Ikonomídis
Filoktítis Ikonomídis (grec moderne : Φιλοκτήτης Οικονομίδης), né le 10 octobre 1889 à Athènes, en Grèce et mort le 10 décembre 1957 dans cette même ville, est un violoniste, un professeur de musique et un chef d'orchestre grec, qui a participé à la direction de l'Opéra national de Grèce.
Après des études au Conservatoire d'Athènes, Filoktítis Ikonomídis fonde le Chœur d'Athènes, avec lequel il met en scène diverses œuvres majeures. Nommé professeur de théorie au Conservatoire d'Athènes, il en devient directeur entre 1930 et 1939. En 1942, il transforme l'orchestre du Conservatoire en Orchestre Symphonique d'Athènes et, plus tard, en Orchestre national d'Athènes. En 1954, il participe à la fondation de l'Opéra national de Grèce, dont il prend la direction, et en 1955, à celle du premier festival d'Athènes-Épidaure.